# Station Wittenberge
Station Wittenberge is een spoorwegstation in de Duitse plaats Wittenberge. Het station werd in 1846 geopend. In 2020 maakten per dag ongeveer 5000 reizigers gebruik van het station, dat werd bediend door ongeveer 100 passagierstreinen.
Het station staat 1,3 km ten oosten van het stadscentrum.
Op 22 februari 1945, tijdens de Tweede Wereldoorlog, voerden de Geallieerden een luchtaanval op dit station uit. De aanval mislukte. De vliegtuigbommen kwamen neer in een aangrenzende woonwijk, waar 32 mensen om het leven kwamen.
In 2004 was een grondige renovatie van dit station voltooid. Hoe belangrijk het spoorwegknooppunt Wittenberge is, blijkt uit het feit, dat de Duitse bondskanselier Gerhard Schröder de officiële heropening van het station bijwoonde.

## Lijnen

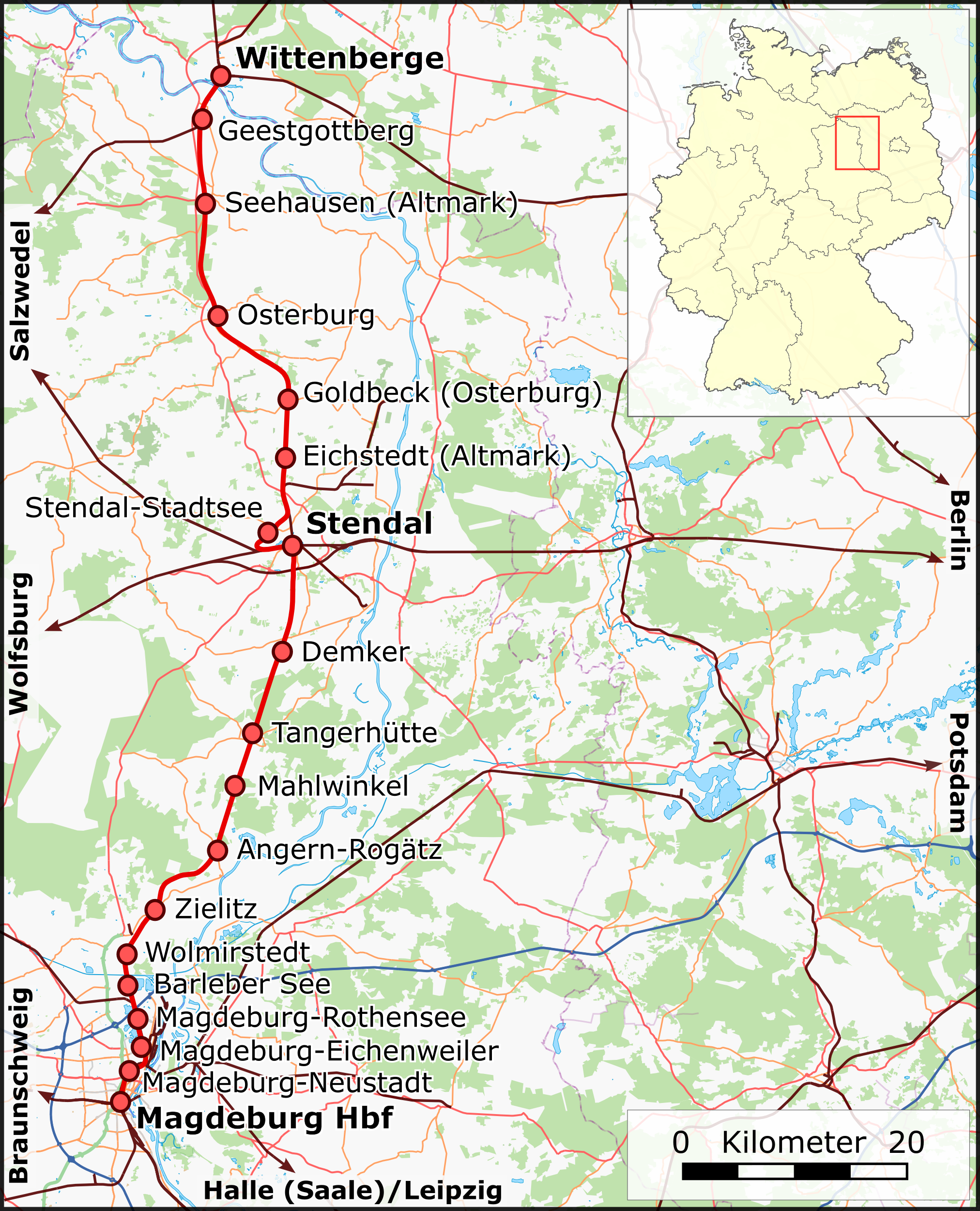
Kaart traject spoorlijn Maagdenburg-Wittenberge
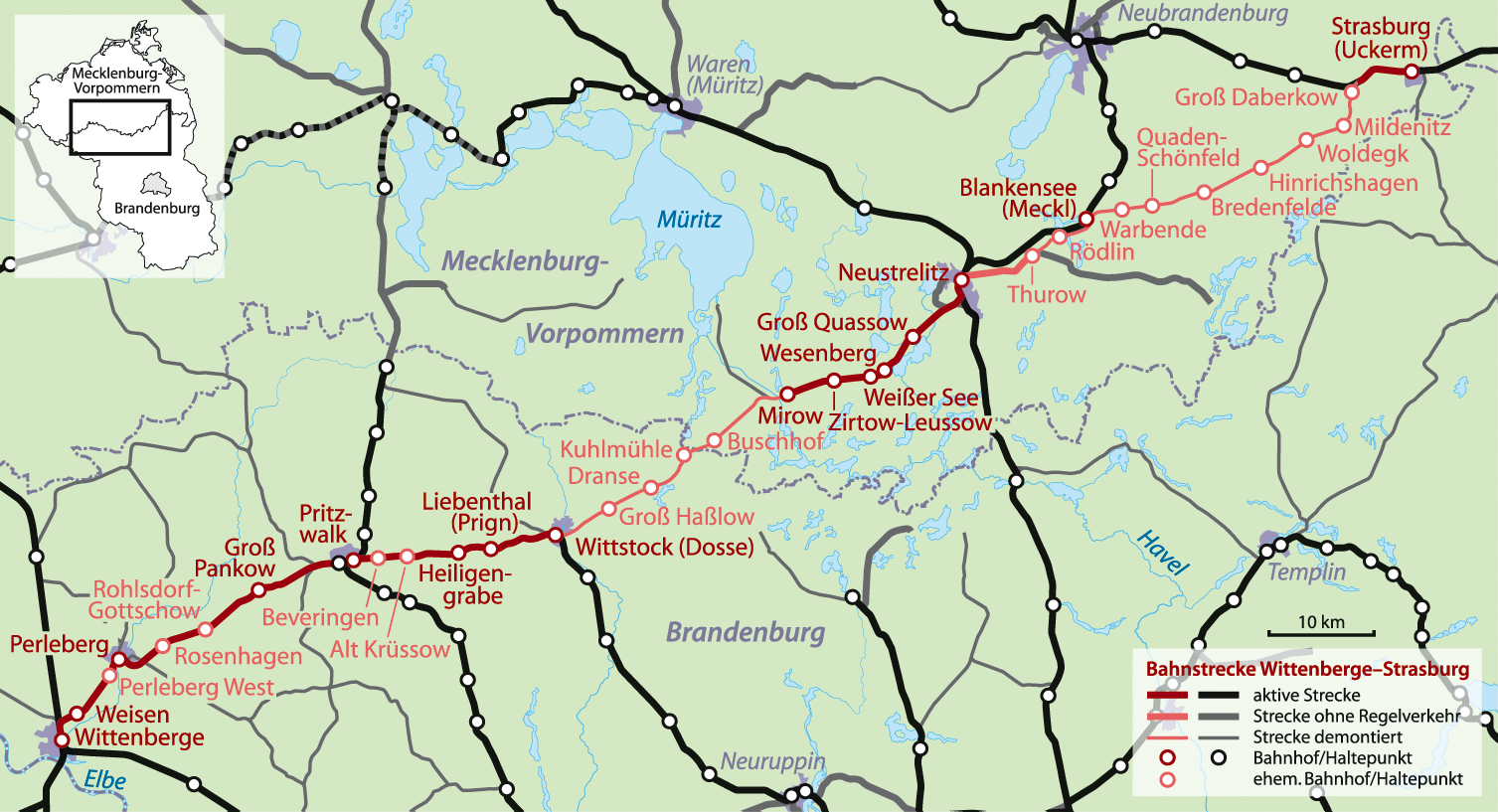
Kaart traject spoorlijn Wittstock/Dosse-Wittenberge
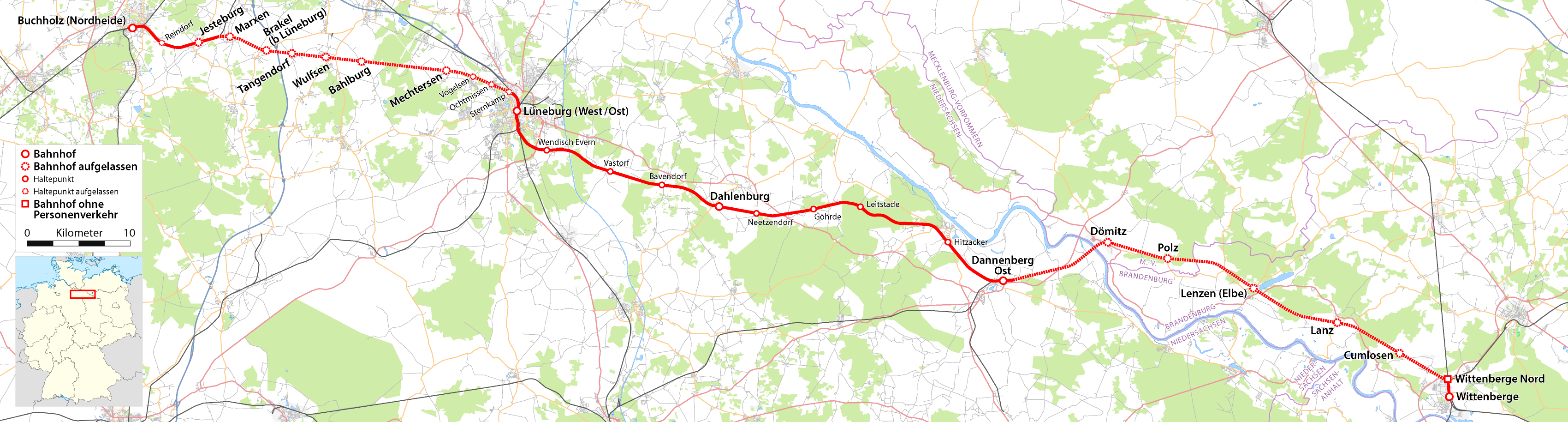
Kaart traject spoorlijn Buchholz-Wittenberge
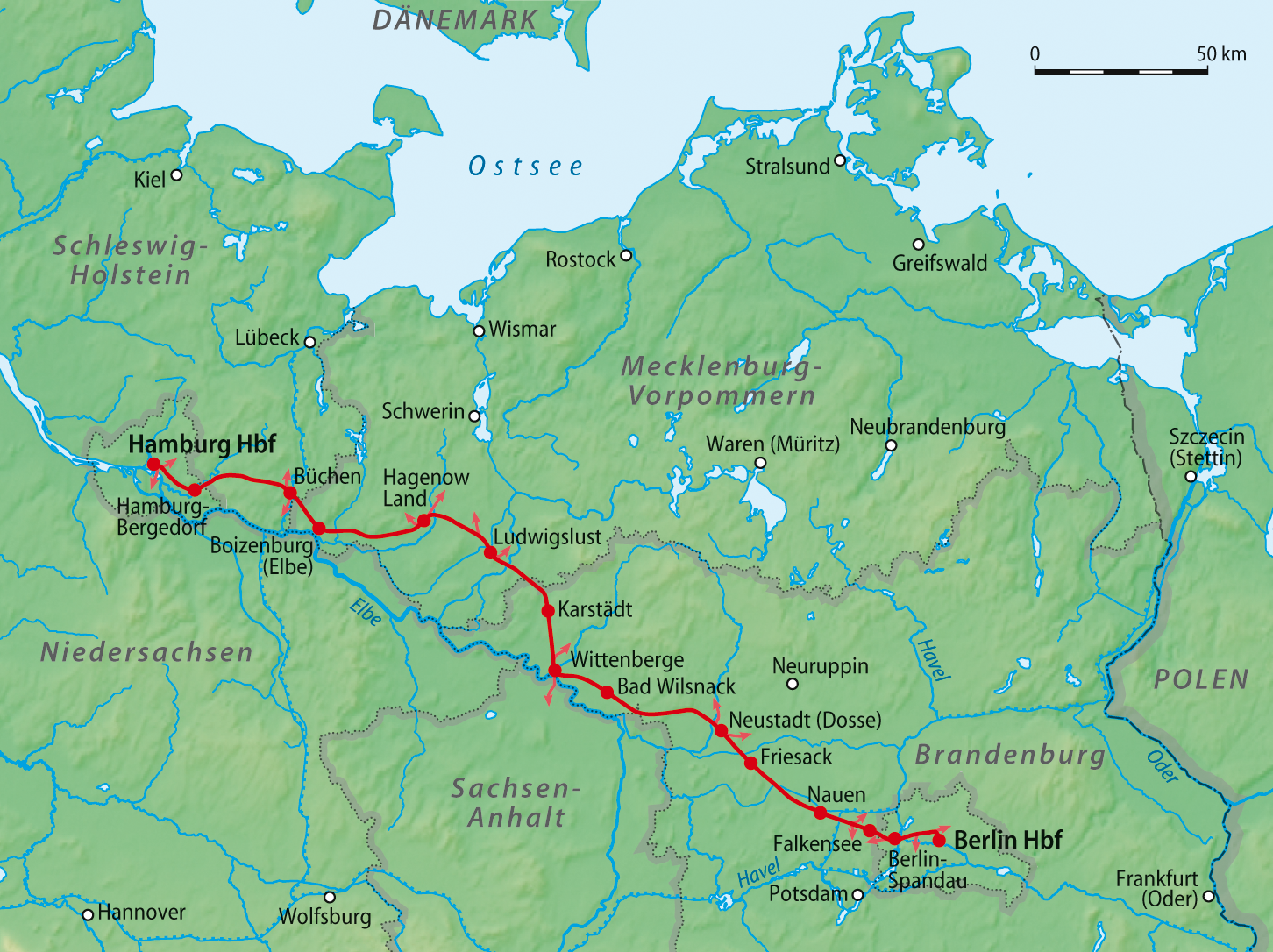
Kaart traject spoorlijn Hamburg-Wittenberge-Berlijn

- Wittenberge- Magdeburg Hauptbahnhof
- Wittenberge- Station Buchholz (Nordheide)
- Wittenberge- Bahnhof Wittstock (Dosse)
- Spoorlijn Berlijn - Hamburg

## Onderhoud van treinen e.d.

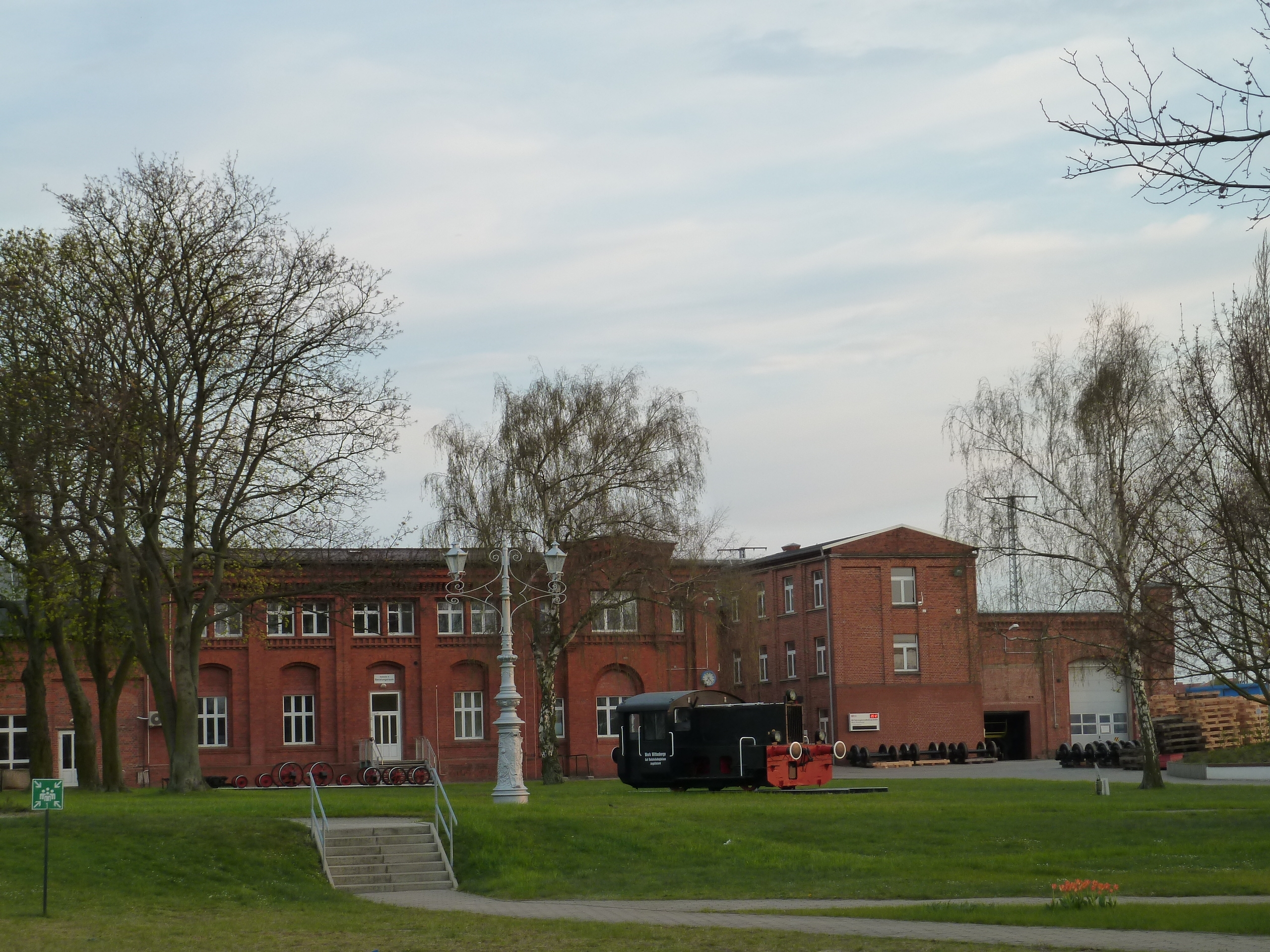
Onderhoudswerkplaats
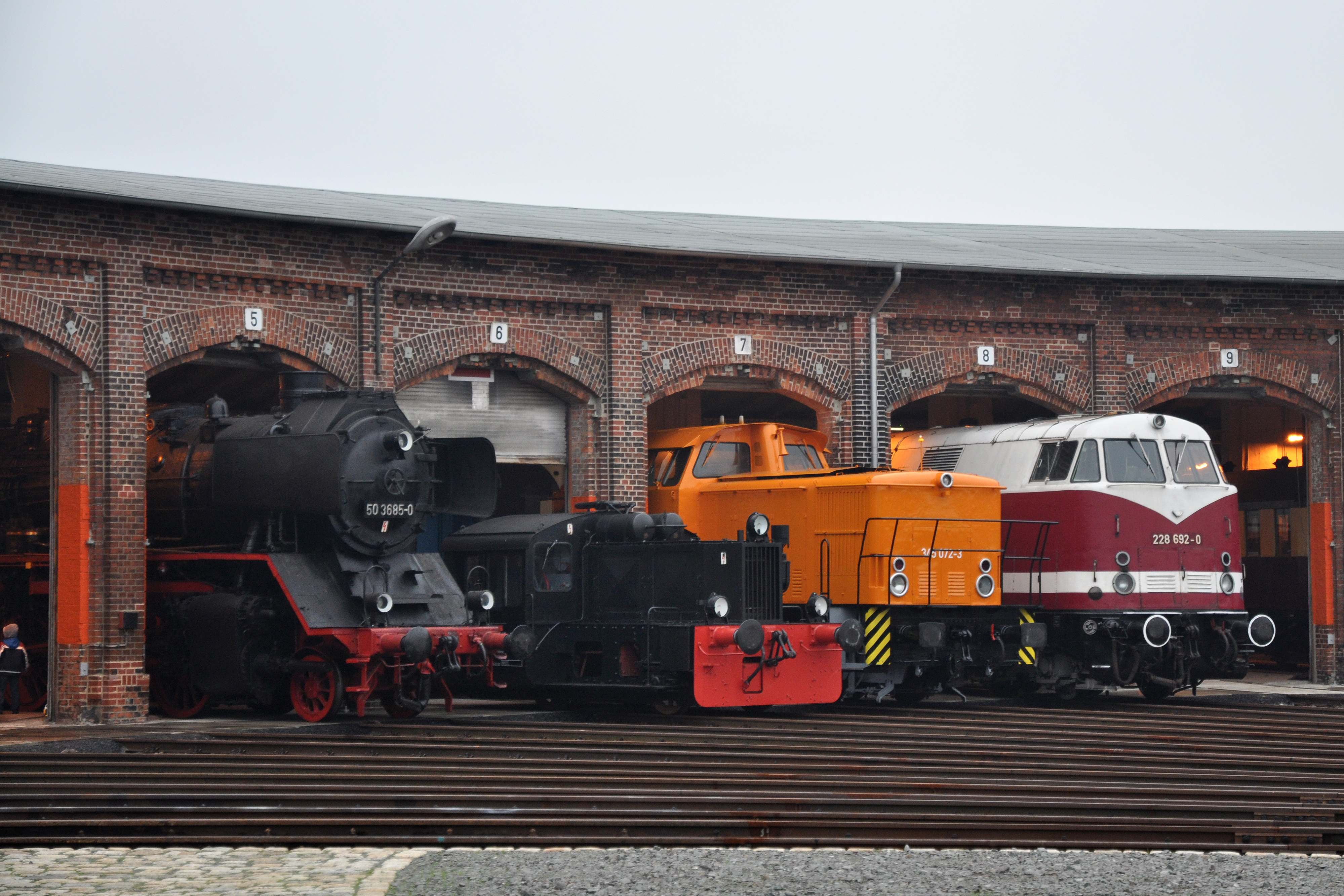
Locs in dit gebouw
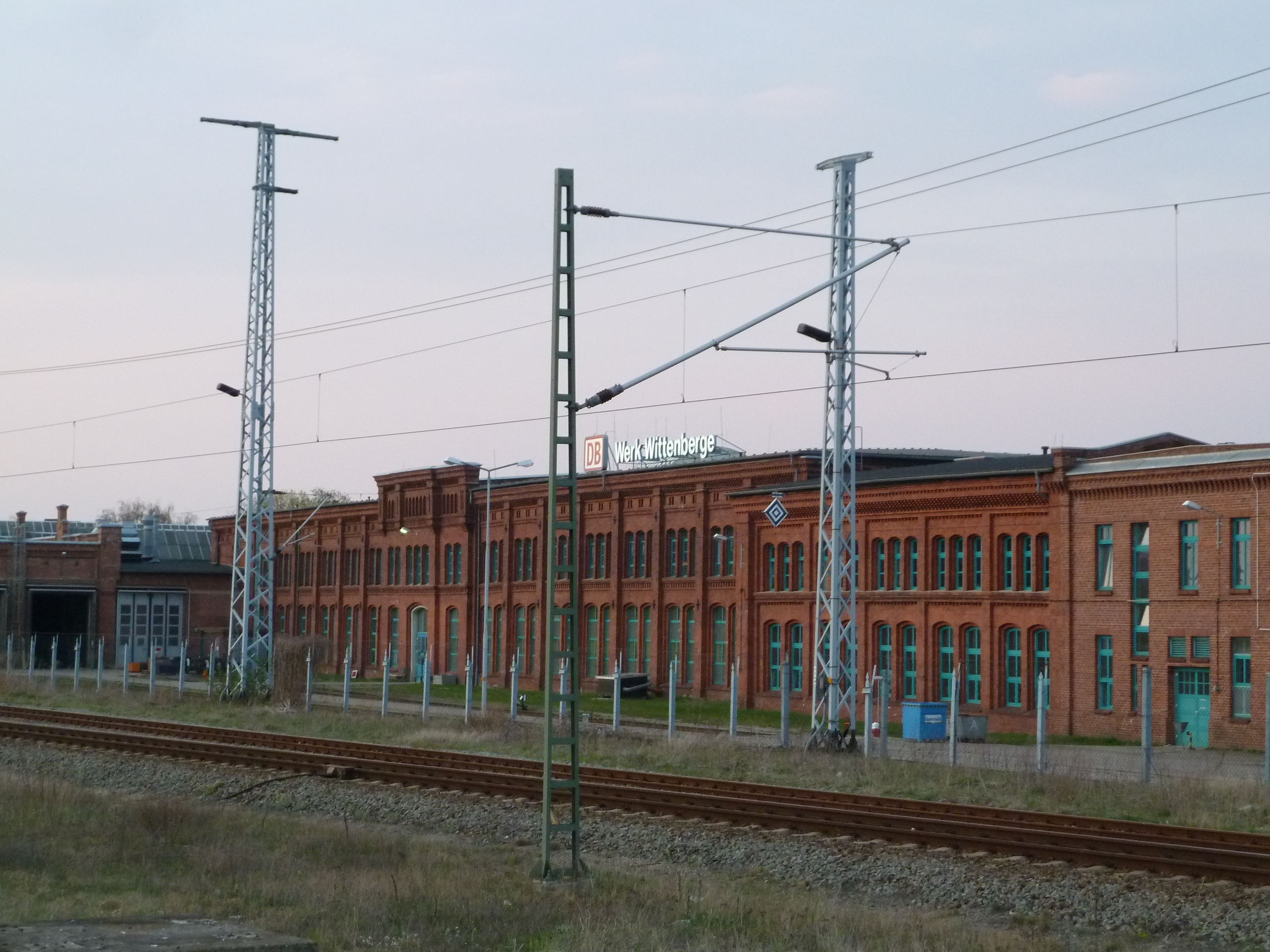
Onderdelenfabriek DB
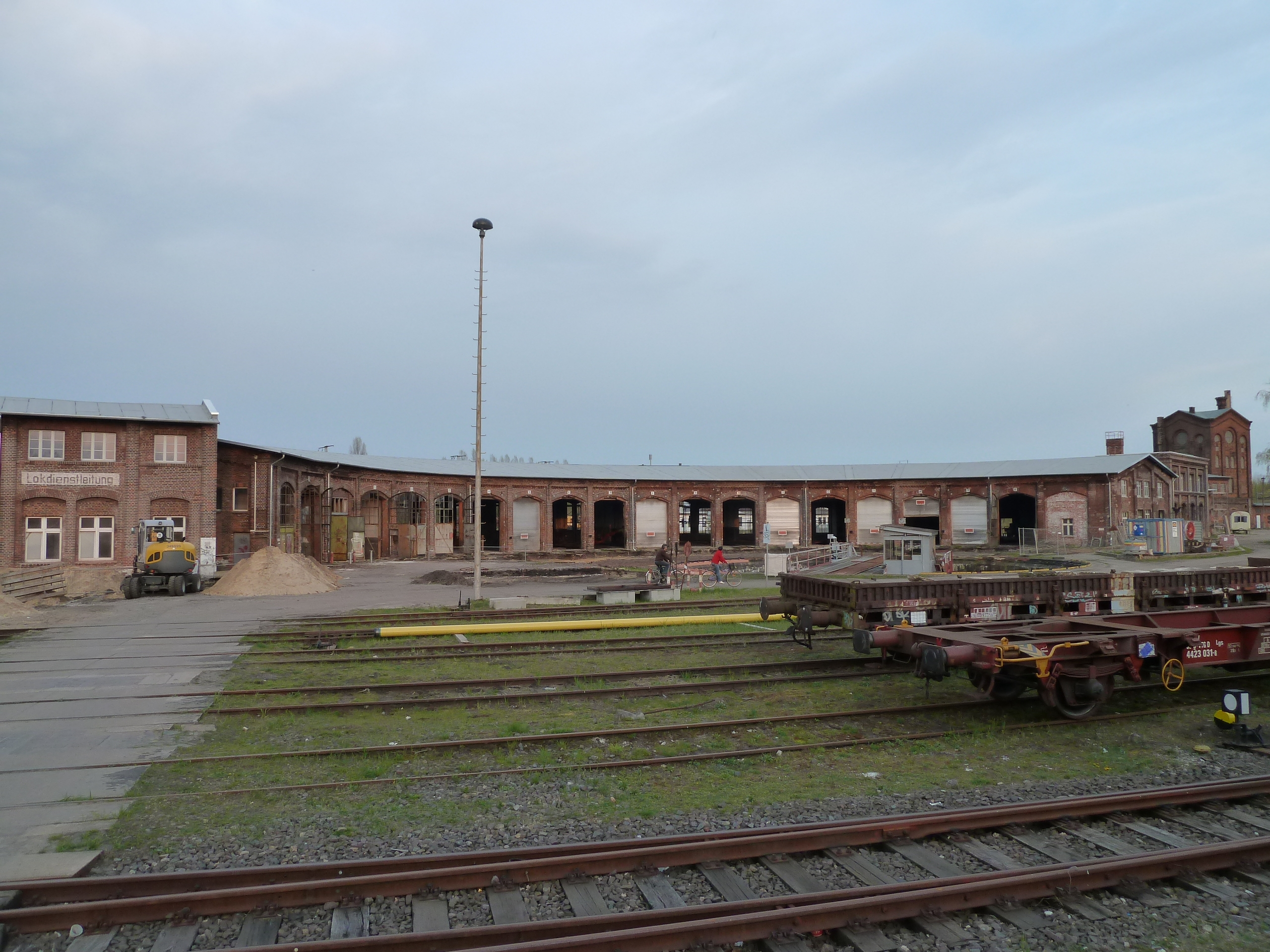
Ronde locomotiefloods (april 2012; later dat jaar verbouwd tot spoorwegmuseum)

Reeds in 1846, kort na de opening van het station, werd een onderhoudswerkplaats voor spoorwegmaterieel ingericht. In 1875 werd deze uitgebreid tot een Eisenbahn-Hauptwerkstatt van bovenregionale betekenis. Dat is eigenlijk tot op de huidige dag zo gebleven. In 2017 opende een dochterbedrijf van Deutsche Bahn, DB Fahrzeuginstandhaltung, bij station Wittenberge een fabriek voor het grondig reviseren, incidenteel ook het nieuw produceren, van wielstellen voor treinen. Er werken 110 mensen.

## Toegankelijkheid van het vervoer
Het station wordt bediend EC-treinen en door IC-treinen van DB Fernverkehr, evenals door lokale treinen van DB Regio en de Ostdeutsche Eisenbahn. De meeste ICE's passeren het station zonder te stoppen. Incidentele bussen rijden als de "Arendsee-Express" naar Salzwedel via Arendsee niet rijdt. De lijn kwam tot stand na het wegvallen van treinen op de spoorlijn Salzwedel-Geestgottberg. 